# Шишка Роман Богданович
Роман Богданович Шишка (13 червня 1953) — український учений-правознавець. Доктор юридичних наук, професор. Академік АН ВШ України з 2010 р.

## Біографія
Народився у с. Нивиці Радехівського району Львівської обл. у селянській сім'ї. У 1970 р. закінчив Лопатинську середню школу, навчався в Нововолинському МПТУ № 1, а після його закінчення працював на шахті «Нововолинська № 5» машиністом електровоза, майстром ВТ і ТБ, гірноробочим очисного вибою. В 1972—1974 рр. служив у Радянській армії. У 1980 р. закінчив денне відділення факультету № 1 Харківського юридичного інституту, а в 1985 р. — очну аспірантуру по кафедрі цивільного права ХЮРІ. З 1980 р. працював асистентом кафедри цивільного права ХЮРІ, і у 1985 р. захистив дисертацію на здобуття наукового ступеня кандидата юридичних наук. У 1986 р. перевівся у ХВК МВС СРСР, де обіймав посади доцента кафедри та старшого наукового співробітника. Із заснуванням на базі ХВК МВС СРСР СФ МВС Інституту внутрішніх справ і потім Університету внутрішніх справ працював доцентом різних кафедр. З 1997 р. до 2002 р. був начальником кафедри правових основ підприємницької діяльності і фінансового права, а з січня 2002 р. до звільнення у запас — професором кафедри цивільного права і процесу Харківського національного університету внутрішніх справ. У 2004 р.захистив дисертацію на здобуття наукового ступеня доктора юридичних наук.
Після звільнення у запас з жовтня 2007 р. працював завідувачем кафедри цивільного та господарського права Київського міжнародного університету, з вересня 2008 р. — професором кафедри цивільно-правових дисциплін НУДПС України, з березня 2010 р. — завідувачем кафедри господарського права МФЮА (м. Ірпінь), З 2013 року — завідувач кафедри господарського права і процесу національного авіаційного університету. Кандидат юридичних наук (1985 р.), доктор юридичних наук (2005), доцент (1991), професор (2003 р.), академік Академії наук вищої школи України з 2010 р.

## Наукова діяльність
Сфера наукових інтересів: право інтелектуальної власності, зокрема авторське право, теоретичні проблеми юридичних осіб, договірне право, дозвільна діяльність у сфері господарювання, митні режими та процедури, відповідальність у цивільному праві.
Співпрацює з науковими установами, зокрема НДІ приватного права та підприємництва Національної Академії правових наук України, Інститутом держави і права ім. В. М.;Корецького НАН України, національними та зарубіжними ВНЗ. Читає курси: Римське приватне право, Цивільне право, Право інтелектуальної власності, Митне право, Інвестиційне право, Підприємницьке право, Методика підготовки наукових робіт.
Член спеціалізованих рад із захисту дисертацій: у НДІ держави та права НАН України ім. В. М. Корецького та Одеській національній юридичній академії. Автор понад 440 опублікованих робіт, в тому числі одноосібної монографії, посібників, підручників, підготував 38 кандидатів юридичних наук та одного доктора юридичних наук.